# Ruppmannsburg
Ruppmannsburg ist ein Gemeindeteil des Marktes Thalmässing im Landkreis Roth (Mittelfranken, Bayern). Die Gemarkung Ruppmannsburg hat eine Fläche von 6,008 km². Sie ist in 495 Flurstücke aufgeteilt, die eine durchschnittliche Flurstücksfläche von 12136,63 m² haben. In ihr liegt neben dem namensgebenden Ort der Gemeindeteil Reichersdorf.

## Geographische Lage
Das Kirchdorf liegt von Feldern und Wiesen umgeben im Naturpark Altmühltal, rund drei Kilometer südwestlich von Thalmässing. Es ist das höchstgelegene Jura-Dorf im Landkreis Roth, und man hat vom Ort einen weiten Ausblick über die Jurahochebene – bei Föhnwetter gelegentlich bis zur Alpenkette. Die Staatsstraße 2227 verbindet Ruppmannsburg mit Wengen und Thalmässing. Eine Gemeindeverbindungsstraße führt in südöstlicher Richtung nach Reichersdorf, eine weitere in Richtung Norden zur Kreisstraße RH 23 bzw. nach Reinwarzhofen.
Die Dorfflur ist 268 Hektar groß.

## Ortsnamensdeutung
Der Ortsname kommt von dem Gau „Rudmarsberg/Rodmaresperch“ her, einer Hochfläche zwischen dem Weißenburger Forst und Kipfenberg, auf der Ruppmannsburg liegt. Dieser Gegendbezeichnung liegt der althochdeutsche Personenname Hrodmar zugrunde.

## Geschichte
1898 legte Dekan Müller bei Ruppmannsburg ein prähistorisches Gräberfeld mit Skeletten ohne Beigaben frei.
1080 wurde der Ort erstmals erwähnt, und zwar in der Urkunde der Wildbannverleihung durch Kaiser Heinrichs IV. an den Bischof Udalrich I. von Eichstätt. Im 12. Jahrhundert heißt die Ansiedelung „Ruodmarsperch“. 1130 schenkten Ulrich von Thalmässing, Erlwein von Au und der Konverse Gottfried dem Kloster Berchtesgaden Güter in Ruppmannsburg. 1233 bis 1263 wird mit Burchardus de Rutmarsberge, Bürger der Reichsstadt Nürnberg, ein Angehöriger des Ortsadels genannt. 1411 ging die Propstei (Groß-)Höbing des Klosters Berchtesgaden, die auch den Ruppmannsburger Klosterbesitz verwaltete, an das Kloster Kastl über. 1457 erfolgte ein Besitzwechsel vom Kloster Kastl zum Domkapitel Eichstätt.
Es folgten unruhige Zeiten. Am 21. April 1525 traten auf dem Ruppmannsberg aufständische Bauern zum „Mässinger Haufe“ zusammen, der im sogenannten Bauernkrieg das Obermässinger Schloss, die Stadt Greding und das Kloster Plankstetten einnahm, bevor er von Pfalzgraf Friedrich vernichtet wurde. 1534 war ein sehr trockenes Jahr, die Zisternen „in monte (auf dem Berg) Rutmersperg“ wiesen kein Wasser auf, wie der Rebdorfer Prior Kilian Leib in seinen Annalen festhielt. Im Dreißigjährigen Krieg wurde Ruppmannsburg von den Schweden heimgesucht; 1642 waren im Dorf weder Pferde noch Ochsen vorhanden.
Von 1651 bis ins 18. Jahrhundert hinein wurde in der Gegend Bohnerz abgebaut und in Obereichstätt verhüttet. Im 18. Jahrhundert bildeten 25 Gehöfte das Dorf, 1904 23 und 1952 22.
Gegen Ende des Alten Reiches, um 1800, bestand das Dorf aus 24 Anwesen, die grundherrlich zu folgenden Ämtern gehörten:
- Brandenburg-ansbachisches Kastenamt Stauf: 1 Hof, 2 Halbhöfe, 1 Wirtschaft, 1 Schmiede, 12 Güter,
- Domkapitel-Richteramt Eichstätt: 1 Hof, 1 Gut,
- Pfleg- und Kastenamt Heideck des Kurfürstentums Pfalz-Baiern: 2 Güter
- Heilig Geist-Spital Eichstätt: 1 Hof, 1 Gut
- Kloster Seligenporten: 1 Köblergut

Außerdem gab es außer der Kirche noch ein Schulhaus und ein Hirtenhaus. Die Dorf- und Gemeindeherrschaft übte das Kastenamt Stauf, die hohe Gerichtsbarkeit das brandenburg-ansbachische Oberamt Stauf-Landeck aus.
Im Königreich Bayern kam Ruppmannsburg zusammen mit Reichersdorf 1808 zum Steuerdistrikt Wengen. Mit dem Gemeindeedikt von 1818 wurden Ruppmannsburg und Reichersdorf zur Ruralgemeinde Ruppmannsburg zusammengeschlossen. Zunächst (ab 1809) im Landgericht Raitenbuch, kam die Gemeinde 1812 an das Landgericht Greding. Sie wurde im Zuge der Gebietsreform in Bayern zum 1. Januar 1972 in den Markt Thalmässing eingemeindet.
1846 hatte das Dorf 117 protestantische „Seelen“ und war mit einer eigenen, zu St. Gotthard in Thalmässing gehörenden Schule ausgestattet. Im Ort wirkten ein Wirt, ein Schmied, zwei Schneider und ein Schuhmacher. Auch das zur Gemeinde gehörende Reichersdorf hatte bei 85 „Seelen“ einen Wirt. 1875 wurden bei 121 (protestantischen) Einwohnern von den Bauern des Ortes an Großvieh drei Pferde und 177 Stück Rindvieh gehalten. In der ganzen Gemeinde gab es nunmehr neun Pferde, 302 Stück Rindvieh, 406 Schafe, 119 Schweine und drei Ziegen. 1900 wurden in der Gemeinde 30 Pferde, 323 Stück Rindvieh, 324 Schafe und 160 Schweine gehalten.

### Einwohnerentwicklung
(Nur das Dorf Ruppmannsburg, nicht die Gemeinde)
- 1818: 112 (23 „Feuerstellen“ = Haushaltungen, 21 Familien)[22]
- 1823: 114 (22 Anwesen)[18]
- 1840: 117 (25 Häuser, 26 Familien)[19]
- 1871: 121 (72 Gebäude)[20]
- 1900: 134 (23 Wohngebäude)[20]
- 1937: 095 Protestanten, 1 Katholik[23]
- 1950: 170 (22 Anwesen)[18]
- 1961: 106 (24 Wohngebäude)[24]
- 1970: 117[25]
- 2015: 120[16]
- 2018: 128

## Baudenkmal

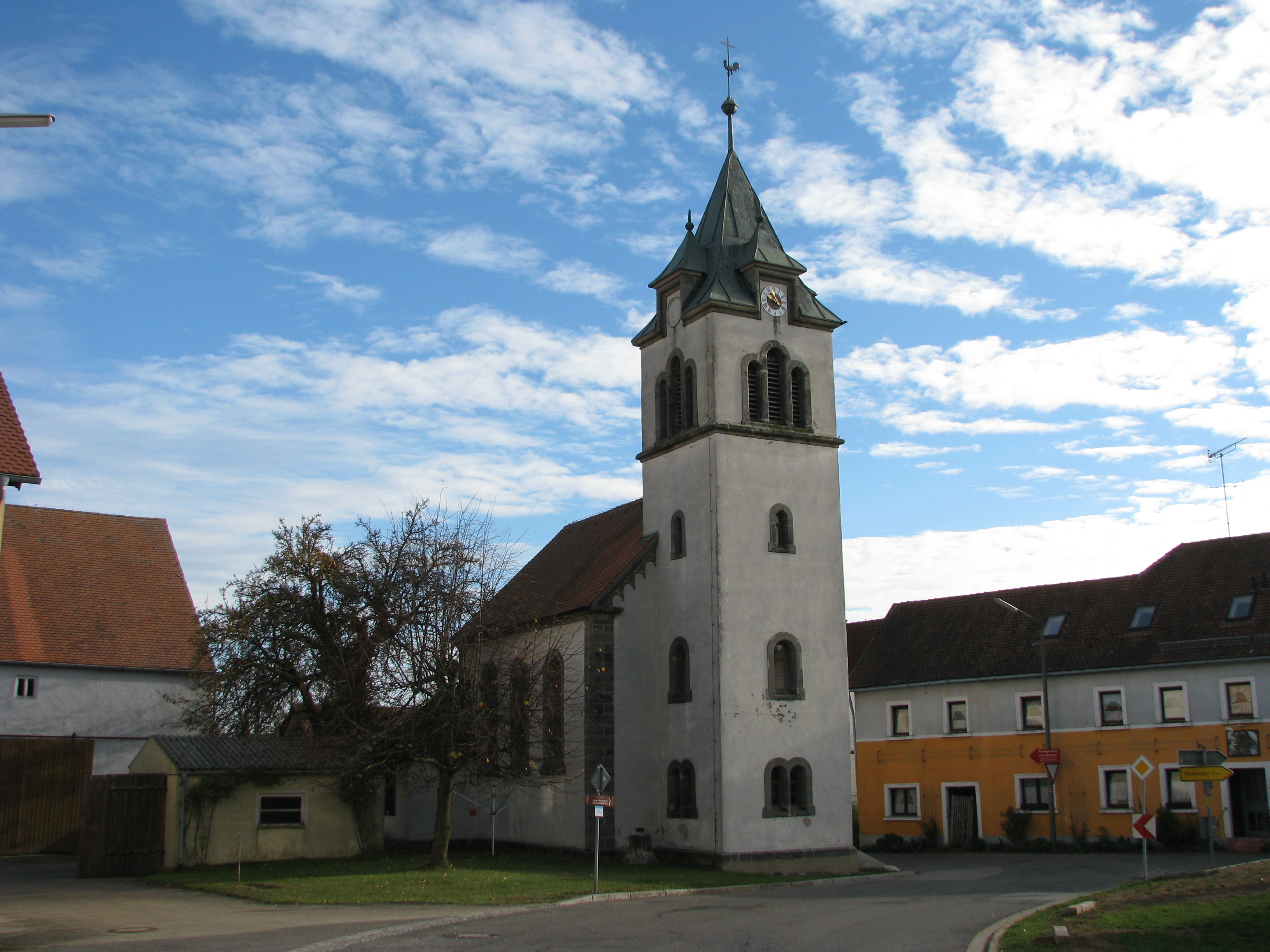
Christuskirche in der Ortsmitte

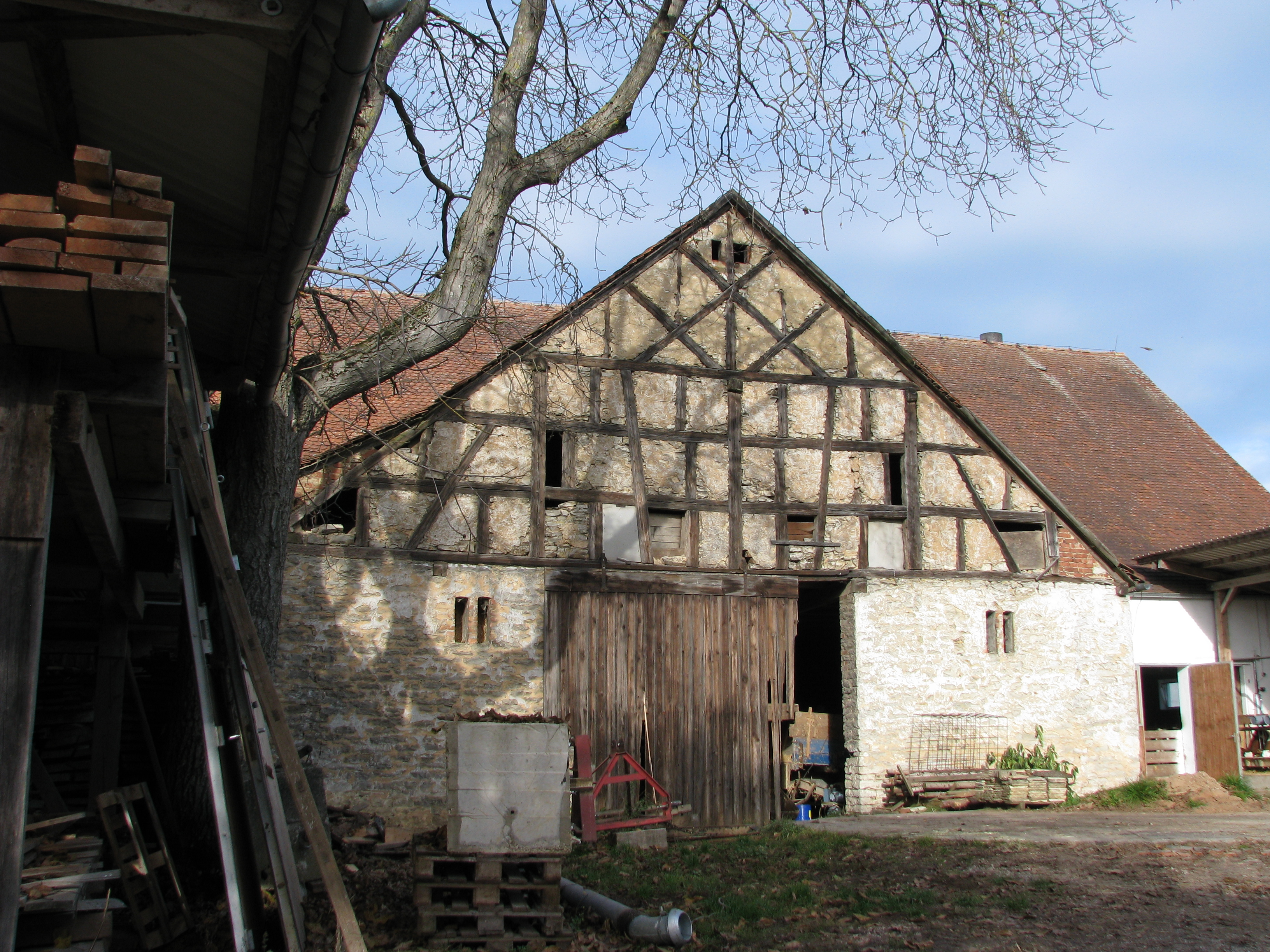
Fachwerkstadel in Ruppmannsburg

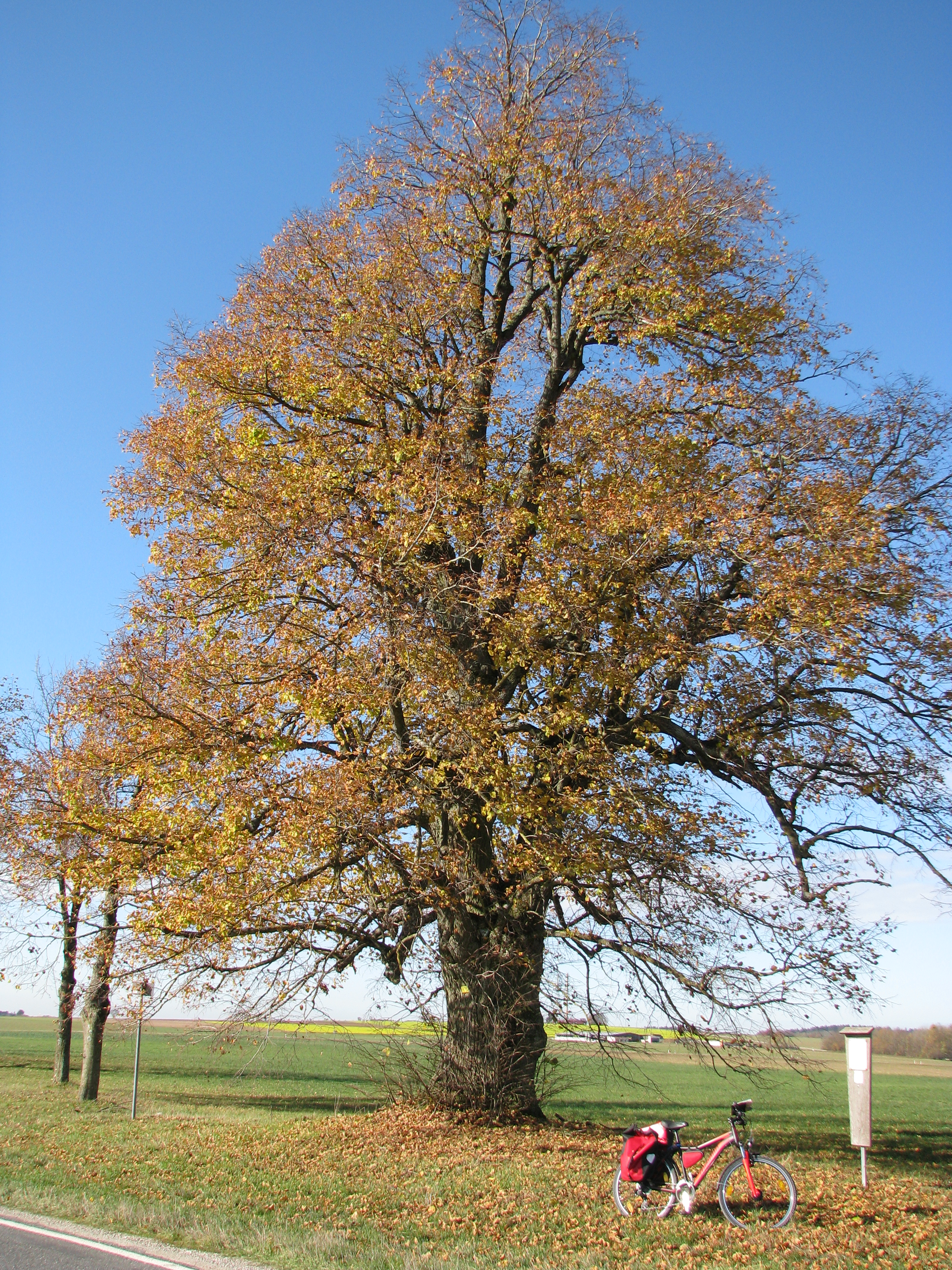
Das „Hochbäumle“ im Herbst

- Die evangelisch-lutherische Christuskirche wurde 1892/93 anstelle des Vorgängerbaus, der dem hl. Alban geweiht war und 1528 von der Reformation erfasst worden war, im neuromanischen Stil erbaut.[26] Sie gilt als Baudenkmal.

## Vereine
- Feuerwehrverein Ruppmannsburg

## Wiederkehrende Feste
Am zweiten Wochenende im Juli wird Kirchweih gefeiert, am 1. Sonntag im August ist Feuerwehrfest.

## Wirtschaft und Infrastruktur
Ruppmannsburg ist seit jeher landwirtschaftlich geprägt, auch wenn von den ehemals 20 Bauern heute nur noch wenige Vollerwerbslandwirte sind. Neben den bäuerlichen Betrieben gibt es im Ort einige Handwerksbetriebe. Die Mehrzahl der Einwohner pendelt als Arbeitnehmer ins Umland.

## Das Hochbäumle
Circa einen Kilometer nordöstlich von Ruppmannsburg steht eine Linde, genannt das „Hochbäumle“. Von ihr heißt es: „Diese Linde hat am 1. Dezember 1778 Pfarrer Feuerlein von St. Gotthard (in Thalmässing) am Kirchenweg, wo die Äcker ein Ende nehmen und der Wasboden angeht, linker Hand zwischen Fuhr- und Gehweg gepflanzt, als Wegweiser nach Thalmässing, weil fremde Leute ab hier irre gegangen und auf die (westlich gelegene) große Waizenhofener Heide gekommen sind.“